# هرمان لانغ
هرمان لانغ (بالألمانية: Hermann Lang)‏ هو سائق فورمولا 1 ألماني، ولد في 6 أبريل 1909 في شتوتغارت في ألمانيا، وتوفي بنفس المكان في 19 أكتوبر 1987.

## وصلات خارجية
- هرمان لانغ على موقع Racing-Reference.info (الإنجليزية)
- هرمان لانغ على موقع DriverDB.com (الإنجليزية)
- هرمان لانغ على موقع IMDb (الإنجليزية)
- هرمان لانغ على موقع مونزينجر (الألمانية)
- هرمان لانغ على موقع ميوزك برينز (الإنجليزية)
- هرمان لانغ على موقع ديسكوغز (الإنجليزية)
- هرمان لانغ على موقع كينوبويسك (الروسية)